# Stazione di Cava dei Tirreni
Stazione di Cava dei Tirreni vasútállomás Olaszországban, Cava de’ Tirreni településen.

## Vasútvonalak
Az állomást az alábbi vasútvonalak érintik:
- Nápoly–Battipaglia-vasútvonal

## Kapcsolódó állomások
A vasútállomáshoz az alábbi állomások vannak a legközelebb:
- Stazione di Nocera Superiore (Stazione di Napoli Campi Flegrei)
- Stazione di Vietri sul Mare-Amalfi (Stazione di Salerno)